# Shihomi Mizowaki
Shihomi Mizowaki (溝脇 しほみ?, Mizowaki Shihomi; Prefettura di Nara, 31 luglio 1970) è una doppiatrice giapponese.

## Biografia
È conosciuta anche con lo pseudonimo Kinoko Yamada.
È nota soprattutto per essere la doppiatrice originale di vari personaggi dell'anime Digimon, tra cui Palmon e di altri Digimon digievoluti come Tanemon, Togemon e Lillymon.
Ha iniziato la sua carriera da doppiatrice negli anni novanta. È alta 153 cm e lavora alla RME.

## Doppiaggio

### Anime
- Magica DoReMi (1999)
- Digimon Adventure (Palmon, Tanemon, Togemon e Lillymon) (1999)
- Strange Dawn (2000)
- Zatch Bell! (2003)
- Twin Princess - Principesse gemelle (2005)
- Ōedo Rocket (2007)
- Bakugan - Battle Brawlers (2007)
- Itazura na Kiss (2008)
- Jinrui wa suitai shimashita (2012)
- Digimon Adventure tri. (2015)

### Videogiochi
- Zatch Bell! Mamodo Fury (2004)

## Doppiatrici italiane
- Monica Vulcano: Palmon, Tanemon, Togemon e Lillymon